# 俄罗斯联邦国务委员会主席
俄罗斯联邦国务委员会主席（Председатель Государственного Совета Российской Федерации）是俄罗斯联邦常设国家机构俄罗斯联邦国务委员会的領導人。
俄联邦国务委员会其他成员还包括总理米舒斯京、各联邦主体负责人、国家杜马和联邦委员会（议会上院）负责人、总统派驻外地全权代表、俄独立工会主席、俄工业家企业家联盟主席等。
俄联邦国务委员会于2000年由普京批准成立。根据当时规定，国务委员会是一个讨论、协调、咨询重要事情的机构，可向总统提出建议。
2020年1月，普京提议修改宪法，强化国务委员会地位。同年12月初，俄罗斯联邦委员会（议会上院）通过《俄罗斯联邦国务委员会法》。根据该法律，国务委员会将参与制定俄罗斯对内对外政策，讨论预算草案和人事政策，可作出决议，要求修改立法，但无权提出立法议案。
此前，俄总统普京向国家杜马提交一份有关俄罗斯联邦国务委员会地位、组成及权限的法律草案。
2020年9月1日是俄罗斯联邦国务委员会成立20周年华诞，当时俄罗斯总统普京签署命令，成立俄联邦国务委员会。由于俄罗斯宪法修正案已获通过，俄联邦国务委员会的地位也随之改变。
据法律草案，俄罗斯总统同时担任俄联邦国务委员会主席。除总统外，俄联邦国务委员会成员还包括俄总理、俄联邦委员会主席、俄国家杜马主席、俄总统办公厅主任以及各联邦主体行政长官。根据总统的决定，议会党团代表、地方政府代表和“其他人士”也可成为俄联邦国务委员会成员。
提交给俄国家杜马的法律草案内容显示，俄联邦国务委员会成员不得拥有他国国籍或者外国长期居留，不得在外国银行拥有账户。
消息显示，有关俄罗斯联邦国务委员会地位、组成及权限的法律草案中并未赋予俄联邦国务委员会权力，但俄联邦国务委员会将会参与制定国内政策、外交政策以及预算草案。

## 历任国务委员会主席
| 届次                     | 肖像 | 姓名 （生－卒）            | 政党   | 国籍   | 任期               | 副主席 |
| ------------------------ | ---- | -------------------------- | ------ | ------ | ------------------ | ------ |
| 俄罗斯联邦国务委员会主席 |      |                            |        |        |                    |        |
| 1                        |      | 弗拉基米尔·普京 （1952－） | 無黨籍 | 俄羅斯 | 2000年5月8日－至今 | 空缺   |

## 外部連結
- Archived at WebCite